# 目黒優佳
目黒 優佳（めぐろ ゆうか、1996年1月16日 - ）は、日本の女子バレーボール選手である。

## 来歴
福島県郡山市出身。3人姉妹の長女。郡山市立郡山第二中学校在校中には、全日本中学校バレーボール選手権大会に出場。県内強豪校である郡山女子大学附属高等学校に入学後は春高バレーや国体出場を経験した。
大学は日本体育大学に進学し、関東大学バレーボールリーグ1部リーグや全日本バレーボール大学男女選手権大会で活躍した。4年次にはチーム主将を務めた。
2017年11月28日にVリーグ登録され、12月8日にJTマーヴェラスは入団内定を発表した。翌日のトヨタ車体戦に途中出場して1得点をあげてプレミアリーグデビューを果たした。
2022-23シーズンはJTの主将を務める。また、ポジションの公式情報もアウトサイドヒッターからリベロに変更となった。
2023年、日本代表登録メンバーに選出された。

## 球歴
- 日本代表（2023年）

## 人物・エピソード
- 3姉妹全員がバレーボール選手であり、次女・安希は埼玉上尾メディックスに、三女・愛梨は群馬グリーンウイングスに所属している[14][15]。

## 所属チーム
- 郡山市立郡山第二中学校
- 郡山女子大学附属高等学校（2011-2014年）
- 日本体育大学（2014-2018年）
- JTマーヴェラス/大阪マーヴェラス（2018年-）

## 個人成績
Vプレミアリーグレギュラーラウンドにおける個人成績は下記の通り。
| シーズン | 所属 | 出場 | 出場   | アタック | アタック | アタック | アタック | ブロック | ブロック | サーブ | サーブ | サーブ | サーブ | レセプション | レセプション | 総得点 | 備考     |
| -------- | ---- | ---- | ------ | -------- | -------- | -------- | -------- | -------- | -------- | ------ | ------ | ------ | ------ | ------------ | ------------ | ------ | -------- |
| シーズン | 所属 | 試合 | セット | 打数     | 得点     | 決定率   | 効果率   | 決定     | /set     | 打数   | エース | 得点率 | 効果率 | 受数         | 成功率       | 総得点 | 備考     |
| 2017/18  | JT   | 8    | 28     | 73       | 28       | 38.4%    | %        | 0        | 0.00     | 72     | 2      | %      | 10.1%  | 141          | 60.3%        | 30     | 内定選手 |
| 2018/19  | JT   |      |        |          |          | %        | %        |          |          |        |        | %      | %      |              | %            |        |          |